# Лиходумов, Дмитрий Анатольевич
Дмитрий Анатольевич Лиходумов (20 ноября 1973, Липецк, РСФСР, СССР — 9 августа 2025, Балашиха, Россия) — российский профессиональный кикбоксёр и тренер, 3-кратный чемпион России, серебряный призёр чемпионата России, бронзовый призёр чемпионата Европы, серебряный призёр чемпионата мира и чемпион мира среди профессионалов по кикбоксингу. Мастер спорта России международного класса по ушу-саньда. 
В 1990-х- и 2000-х годах снискал наибольшую популярность. Сыграл большую роль в развитии липецкого кикбоксинга. Является одним из самых ярких кикбоксёров России и мира.

## Биография
Родился 20 ноября 1973 года в Липецке.
В 1998 году стал чемпионом России по кикбоксингу, затем ещё дважды становился чемпионом России, занимая первые места (1999, 2001). В 2000 и 2004 году становился серебряным призёром чемпионата России по кикбоксингу. В 2000 году занял бронзовое место на чемпионате Европы по кикбоксингу. В 2001 году стал серебряным призёром чемпионата мира по кикбоксингу. В 2002 году стал чемпионом мира среди профессионалов по кикбоксингу по версии BKA, упоминается также как версия WAKO. Сам поединок проходил в Липецке, где Лиходумов выступил в весе до 72,5 (6) кг. В ринге, спортсмен нокаутировал валлийца Юджина Валерио в пятом раунде 12-раундного поединка. Сам бой проходил во дворце «Юбилейный», но не все смогли туда попасть, поэтому многие болельщики Лиходумова следили за поединком с больших экранов улицы.
С 2004 года Лиходумов являлся тренером, выступал во время своей спортивной карьеры за липецкий клуб «Ринг» (воспитанник спортивного клуба «Липецкий металлург»). Участник профессиональных боёв в «Арбат».
С 2010 года Лиходумов проживал в Балашихе, где вёл тренировочную деятельность среди детей и взрослых, работал в секциях разных клубов, а также проводил персональные тренировки по боксу и кикбоксингу. За годы жизни в Балашихе, работал во многих  спортивных заведениях, в том числе в таких, как «Бегемот» (секция бокса), школа единоборств «Патриот» (секция бокса), спортивный клуб «Райвен» (секция кикбоксинга), фитнес-клуб «Фабрика» (секция бокса).
Удостоен спортивного звания «Мастер спорта России международного класса» по ушу-саньда.

### Смерть
Скончался 9 августа 2025 года на 52-м году жизни. Лиходумов был найден без сознания на окраине Балашихи Московской области, после чего был доставлен в одну из больниц, где несмотря на усилия врачей, скончался. Официальная причина смерти не раскрывается.
Похоронен 16 августа 2025 года в Липецке на Новом Косырёвском кладбище (линия 12).

## Спортивные достижения

### Чемпионаты
- Чемпионат России по кикбоксингу (1998)[7].
- Чемпионат России по кикбоксингу (1999)[7].
- Чемпионат России по кикбоксингу (2001)[7].
- Чемпионат России по кикбоксингу (2000)[7].
- Чемпионат России по кикбоксингу (2004)[7].
- Чемпионат Европы по кикбоксингу (2000)[7].
- Чемпионат мира по кикбоксингу (2001)[7].
- Чемпионат мира среди профессионалов по кикбоксингу (до 72,5 кг, Липецк, Россия, 2002)[1].

### Звания
- Мастер спорта России международного класса по ушу-саньда[7].